# ブランドン・シャーフ
ブランドン・シャーフ（Brandon Scherff, 1991年12月26日 - ）は、アメリカ合衆国アイオワ州デニソン出身の元プロアメリカンフットボール選手。ポジションはガード。

## 経歴

### カレッジ
アイオワ大学入学直後の2010年シーズンはNCAAのレッドシャツ制度により、試合に出場しなかった。
2011年シーズンは腓骨と足首を骨折して7試合の出場に留まった。
2014年のNFLドラフトでの上位指名候補とされていたが、大学に残留し、学位を取得した。
2014年シーズンはカレッジで最も優れたオフェンシブラインマンに贈られるアウトランド賞を受賞し、オールアメリカンに選出された。

### ワシントン・レッドスキンズ / フットボールチーム
| 身長                                       | 体重            | 腕 の 長 さ       | 手 の 大 き さ | 40Yrd ダ ッ シ ュ | 10Yrd ス プ リ ッ ト | 20Yrd ス プ リ ッ ト | 20Yrd シ ャ ト ル | 3 コ 丨 ン ド リ ル | 垂 直 跳 び     | 立 ち 幅 跳 び      | ベ ン チ プ レ ス |
| ------------------------------------------ | --------------- | ----------------- | -------------- | ----------------- | -------------------- | -------------------- | ----------------- | ------------------- | --------------- | ------------------- | ----------------- |
| 6 ft 4+5⁄8 in (195 cm)                     | 319 lb (145 kg) | 33+3⁄8 in (85 cm) | 11 in (28 cm)  | 5.05 s            | 1.80 s               | 2.98 s               | 4.57 s            | 7.18 s              | 32.5 in (83 cm) | 8 ft 11 in (2.72 m) | 23 回             |
| All values from NFL Combine/Iowa's Pro Day |                 |                   |                |                   |                      |                      |                   |                     |                 |                     |                   |

2015年のNFLドラフトにて、全体5位でワシントン・レッドスキンズから指名された。アイオワ大学の選手がNFLドラフトで10位以内に指名されたのは2004年のロバート・ギャラリー以来であった。2015年5月12日に4年総額2,121万ドルのルーキー契約を結んだ。
1年目からシーズン全試合に先発出場した。

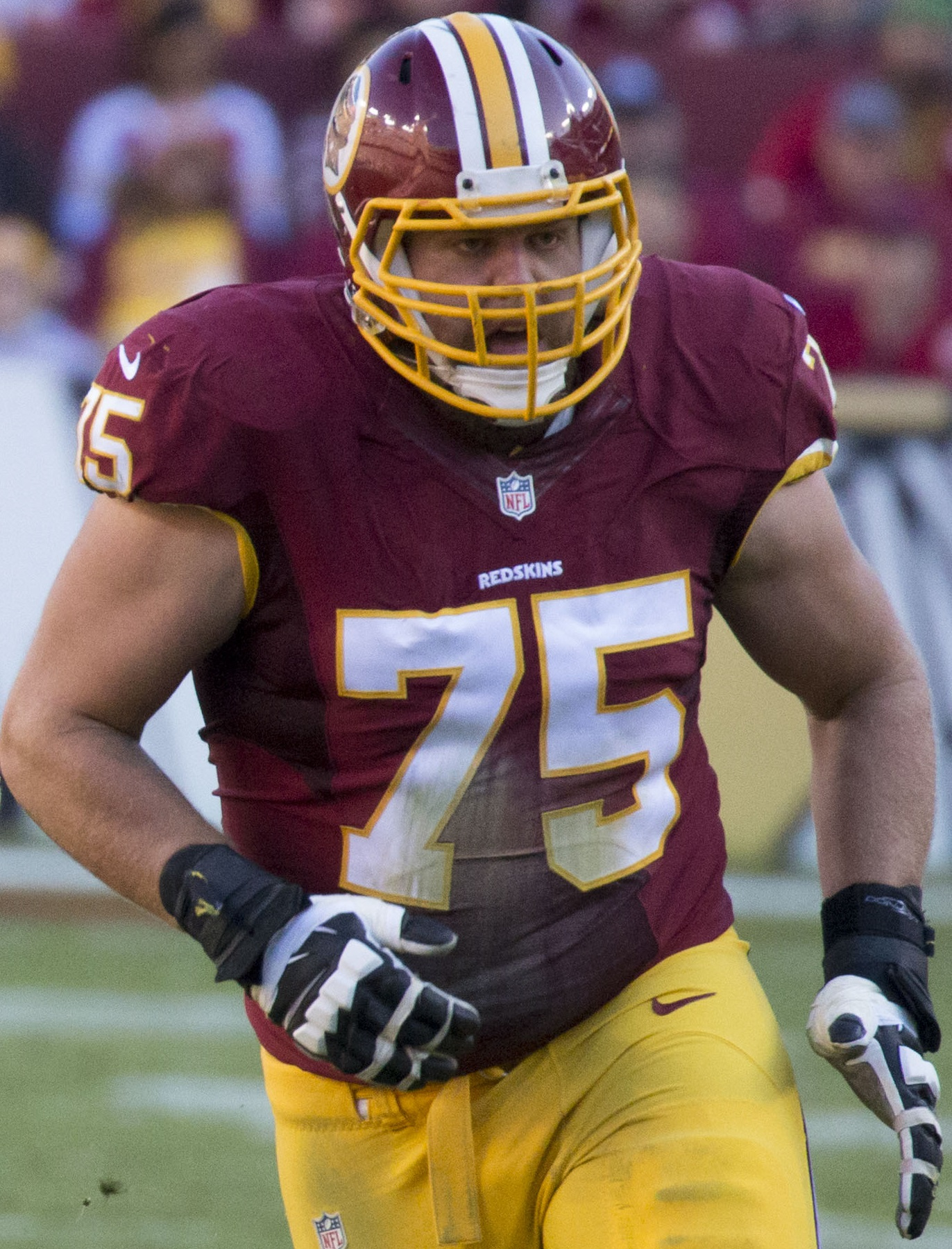
ワシントン・レッドスキンズでのシャーフ
(2015年)

2016年、2017年シーズンには2年連続でプロボウルに選出された。
2018年シーズン開幕前に、レッドスキンズから5年目の契約オプションを行使された。このシーズンは怪我に苦しみ、8試合の出場に留まった。
2019年シーズンは2年ぶりにプロボウルに選出された。オフにレッドスキンズから非独占的フランチャイズタグを指定され、残留した。
2020年シーズンは2年連続となるプロボウル、自身初となるオールプロファーストチームに選出された。ワシントンの選手がオールプロファーストチームに選出されたのは1996年のマット・ターク以来だった。オフに2年連続で非独占的フランチャイズタグを指定され、1年1,800万ドルで残留した。
2021年シーズンは6試合を欠場したが、3年連続でプロボウルに選出された。

### ジャクソンビル・ジャガーズ
2022年3月16日にジャクソンビル・ジャガーズと3年総額4,950万ドルの契約を結んだ。ジャガーズでの3シーズンでは全試合に先発出場した。
2025年8月、現役引退を表明した。

## 人物
ルーテル教会の信者であり、ルーテル教会の小学校への募金活動や、自身のサイン入りグッズを寄贈するなどの活動を行っている。